# Кыж (посёлок)
Кыж — посёлок в Добрянском районе Пермского края. Входит в состав Вильвенского сельского поселения.

## Географическое положение
Расположен в верхнем течении реки Кыж, к юго-западу от административного центра поселения, посёлка Вильва, и к северо-востоку от райцентра, города Добрянка. Одноимённая ж/д станция.

## Население
| 2010 |
| ---- |
| 129  |

## Улицы
- Детсадовская ул.
- Дорожная ул.
- Железнодорожная ул.
- Заречная ул.
- Лесная ул.
- Лесной пер.
- Мира ул.
- Советская ул.
- Школьная ул.

## Топографические карты
- Лист карты O-40-54 Вильва. Масштаб: 1 : 100 000. Издание 1977 г.

## В искусстве
В посёлке Кыж происходят действия в повести «Ранний экспресс» Льва Кузьмина.